# Philadelphia History Museum at the Atwater Kent
Le Philadelphia History Museum at the Atwater Kent (anciennement Atwater Kent Museum) est le musée d'histoire de la ville de Philadelphie en Pennsylvanie. Il fut fondé en 1938 sous l'impulsion du maire de l'époque, S. Davis Wilson et de Frances Wistar, qui convainquirent l'inventeur A. Atwater Kent d'acheter le bâtiment du Franklin Institute et de créer un musée d'histoire de la ville. 
Le bâtiment fut dessiné par John Haviland et bâti en 1824–26 pour le Franklin Institute, lui-même fondé en 1823 par Samuel Vaughn Merrick. Aujourd'hui, le Atwater Kent Museum abrite plus de 80 000 objets, dont 10 000 éléments provenant des collections de l'Historical Society of Pennsylvania.